# Retretti

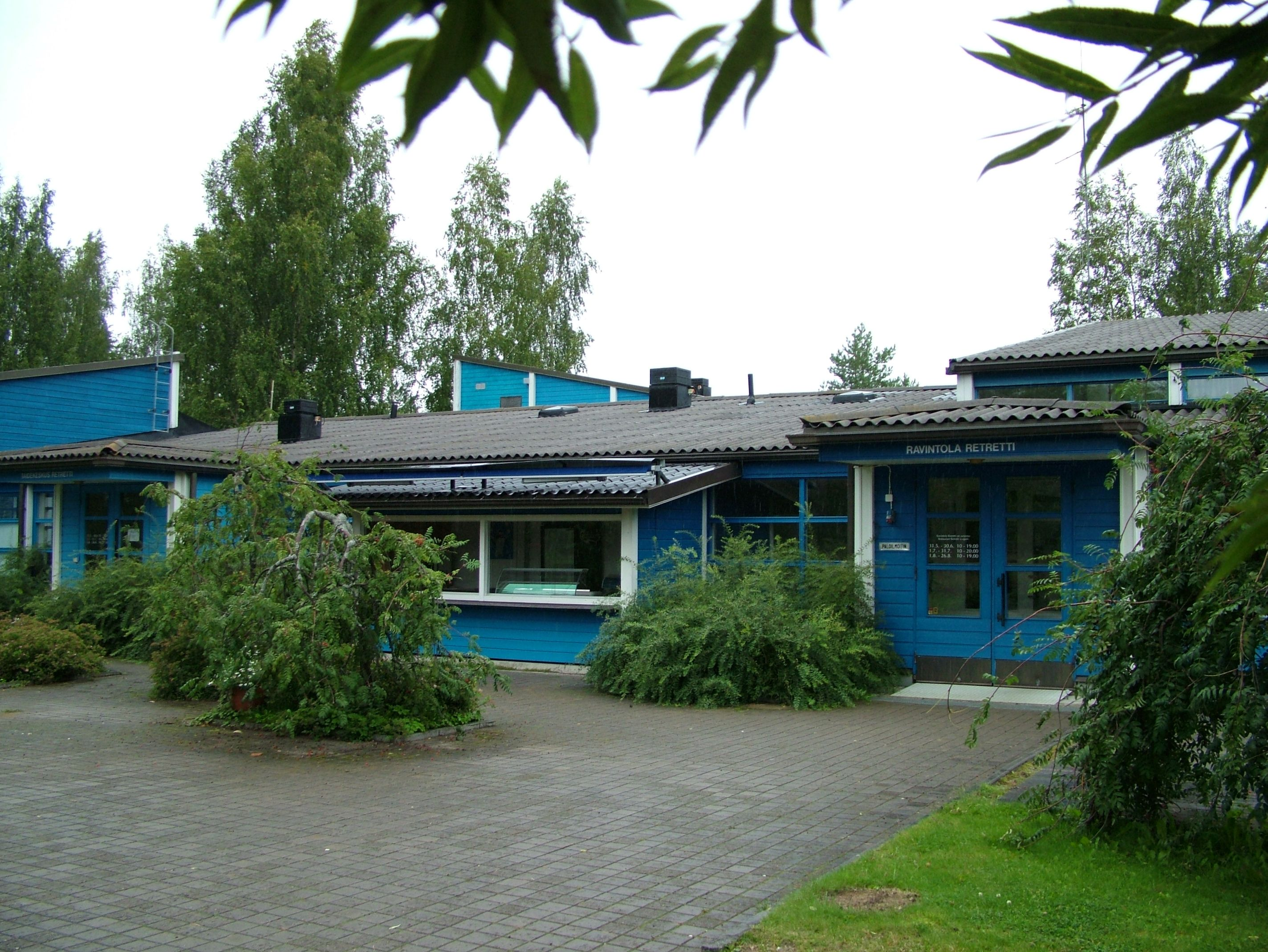
Ingången till Retretti, 2007

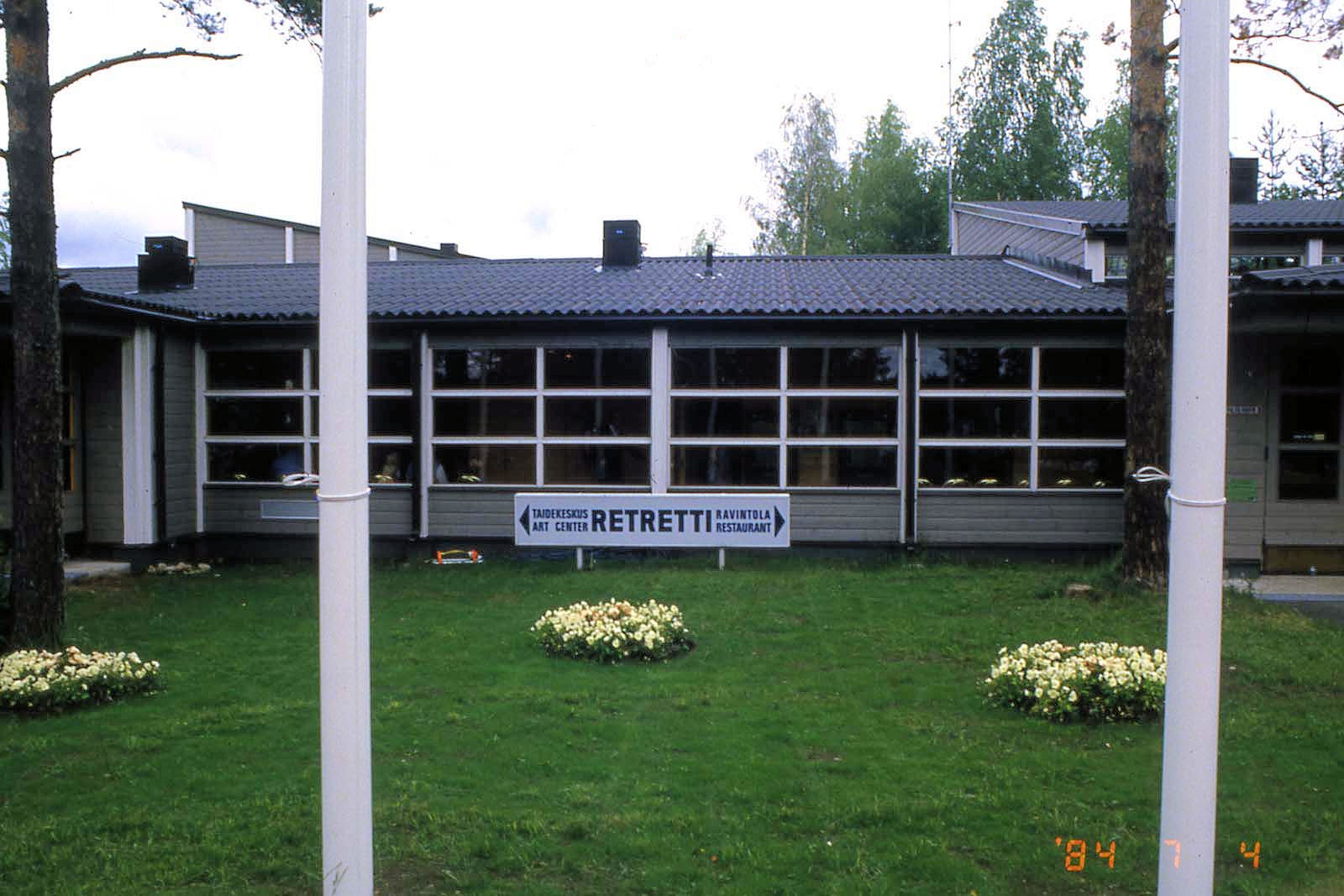
Retretti, 1984

Retretti Konstcentrum var en konstinstitution belägen nära Punkaharjuåsen i landskapet Södra Savolax.
Namnet Retretti kommer från latinska retrahere, att dra sig tillbaka, jämför reträtt. Centret har sitt ursprung i en sommarutställning 1983, utvidgad 1984 till paviljonger ovan jord och uthuggna grottor i berget. 
Retretti har sammanlagt 3 700 kvadratmeter underjordiska lokaler ned till 30 meters djup för utställningar och en tolv meter hög konserthall med 800 sittplatser. Det drivs sedan 1987 av stiftelsen Campus artis.
Retretti lämnade in en konkursansökan hösten 2012, men utställningsverksamhet pågick i lokalerna fram till 2015. Sammanslagningsstyrelsen för de sedan 2013 sammanslagna kommunerna Punkaharju, Nyslott och Kerimäki sade hösten samma år nej till att ta över ansvaret för anläggningen.
Den övertogs av Kai Mäkelä som lät riva några av byggnaderna och renovera grottsystemet för tio miljoner euro men renoveringen avstannade i och med hans död år 2021. I april 2023 gick anläggningen i konkurs.